# 柏木寿志
柏木 寿志（かしわぎ かずゆき、2001年12月5日 - ）は、長崎県佐世保市出身の元プロ野球選手（内野手）。

## 経歴

### 独立リーグ入りまで
9人きょうだいの7番目に生まれ、兄や姉の影響で佐世保市立相浦小学校3年生のときからから神島ボーイズでソフトボールを始める。中学時代はシニアの硬式野球チーム・佐世保リトルシニアに所属。中学3年生春には右ひじの手術を経験している。小、中学時代ともに主将を務めた。
高校はかつて兄が野球部に所属していた九州文化学園高等学校を選択。部員が100人以上いる強豪校ながら1年生からベンチ入り。2年生夏には打率5割、4打点をマーク。3年生になると主将を務め、3番打者として春の県大会準優勝、6月のNHK杯県大会4強入り、夏の県大会8強入りに貢献した。高校通算18本塁打。野球外では、高校の生徒会副会長を務めていた。2年生のときから明確にNPB入りを意識し、プロ志望届を提出すると1球団から調査書が届き、同期の山科颯太郎とともにオリックス・バファローズの非公開の入団テストを受験するもドラフト指名からは漏れた。
大学から特待生の誘いを受けていたが、そこではアルバイト不可で、生活費や野球道具代を経済面で苦しい家庭に負担してもらわなければならなかった。そんな中、アルバイト可の関西独立リーグ・兵庫ブルーサンダーズ（現：兵庫ブレイバーズ）から誘いを受け、早期のNPB入りも見込めることもあって入団を決断。また、かつて長兄が四国・九州アイランドリーグ（現：四国アイランドリーグplus）の長崎セインツの練習生だったことも、独立リーグという環境に挑戦してみたい動機にもなった。なお、高校時代の同期の山科も、同様に兵庫に入団している。

### 関西独立リーグ時代
関西独立リーグ1年目の2020年は木製バットへの適応に苦しむ。オープン戦でも左手を負傷する不運もあり、いわゆる“金属打ち”から脱するフォームの固まらないまま開幕を迎え、迷走状態で打率を落としていった。しかし、9月5日・6日に行われた読売ジャイアンツ三軍対関西独立リーグ選抜戦のメンバーに選ばれ、そこで堺シュライクス監督の大西宏明から打撃指導を受けると、成績には表れないながらも感覚を掴み始めたという。
2年目の2021年（このシーズンは「神戸三田ブレイバーズ」の球団名に変更）は5番打者に定着し、チーム最多の本塁打や、リーグ最多の盗塁を記録。オフの基礎トレーニングが実を結び、守備力も向上し、チームを牽引するようになる。ドラフト候補と目されるようになり、10月上旬に読売ジャイアンツから声が掛かりトライアウトを受けた。同年のドラフト会議当日放送のTBS特番『速報ドラフト会議2021 THE運命の1日』に出演し、柏木と家族のエピソードを紹介するVTRが放送されるなど大きく取り扱われた。神戸三田の本拠地であるアメニスキッピースタジアムのグラウンドにドラフト会議のパブリックビューイング会場が設けられ、関係者らと共に結果を見守ったが、結局指名されることはなかった。
2022年ドラフト会議での指名を目標に球団に残留し、球団名が兵庫ブレイバーズへと変わった2022年はキャプテンに就任した。これまでは遊撃手だったが、アピールする機会を増やすために同年は新たに二塁手のポジションに挑戦し、後半戦頃からは二塁のポジションに固定された。12月27日、ファン投票によりこの年に初めて選出が行われたリーグのベストナインで、遊撃手として選出された。なお、同年もドラフト指名はなかった。この年限りで兵庫を退団し、別チームでプレーを続行する意向を示しており、10月31日に自由契約による退団が発表された。

### 四国アイランドリーグplus時代
2022年11月4日、四国アイランドリーグplus・徳島インディゴソックスの特別合格選手（球団推薦選手）が発表され、その中に柏木も含まれた。12月27日、入団交渉が合意に至ったことが発表された。
2023年3月25日の高知ファイティングドッグスとの開幕戦から1番打者としてスタメン起用され、同日の試合ではチームのシーズン初打点となるソロ本塁打を打った。守備位置は前年から挑戦していた二塁にコンバートされた。最終的に2023年は全68試合にフル出場し、打率.262、3本塁打、打点23、盗塁21（リーグ2位）の成績で、11月1日、ベストナイン（二塁手）に選出された。2024年も徳島でプレーしたが、主なポジションが三塁手となった。シーズン終了後に三塁手の部門でベストナインに選出されたほか、シーズン後期の4県MVPとしても表彰された。同年11月1日、任意引退での退団が発表された。

## 選手としての特徴・人物
50mは5秒8。遠投100mの強肩で、遊撃守備では深い位置からスローイングができる。スローイングのほか、守備の身のこなしや盗塁時のスタートの早さも強み。
父親は野球経験者の日本人、母親はバレーボール経験者のフィリピン人。9人きょうだいの順番は「男・男・女・男・男・女・男・男・女」となっており、柏木寿志は五男となる。きょうだいの男は全員野球を、女は全員ソフトボールをプレーしている野球一家である。前述のとおり、かつて長兄が長崎セインツの練習生だったほか、末弟の柏木信輝も2022年から九州アジアリーグの火の国サラマンダーズに所属する独立リーガーだったが、2023年6月30日に寿志よりも先に引退している。
徳島では練習に取り組む姿勢がチームメイトにも影響を与えている。

## 詳細情報

### 独立リーグでの年度別打撃成績
| 年 度       | 球 団              | 試 合 | 打 席 | 打 数 | 得 点 | 安 打 | 二 塁 打 | 三 塁 打 | 本 塁 打 | 塁 打 | 打 点 | 盗 塁 | 盗 塁 死 | 犠 打 | 犠 飛 | 四 球 | 敬 遠 | 死 球 | 三 振 | 併 殺 打 | 打 率 | 出 塁 率 | 長 打 率 | O P S |
| ----------- | ------------------ | ----- | ----- | ----- | ----- | ----- | -------- | -------- | -------- | ----- | ----- | ----- | -------- | ----- | ----- | ----- | ----- | ----- | ----- | -------- | ----- | -------- | -------- | ----- |
| 2020        | 兵庫 神戸三田 兵庫 | 27    | 118   | 107   | 11    | 20    | 5        | 2        | 1        | 32    | 16    | 11    | -        | 1     | 2     | 8     | -     | 0     | 14    | 2        | .186  | .239     | .299     | .538  |
| 2021        | 兵庫 神戸三田 兵庫 | 45    | 198   | 179   | 27    | 47    | 12       | 0        | 4        | 71    | 24    | 33    | 7        | 0     | 2     | 14    | -     | 3     | 18    | 8        | .263  | .323     | .397     | .720  |
| 2022        | 兵庫 神戸三田 兵庫 | 45    | 189   | 172   | 21    | 46    | 6        | 1        | 3        | 63    | 19    | 17    | 6        | 0     | 1     | 16    | -     | 0     | 18    | 6        | .267  | .328     | .366     | .694  |
| 2023        | 徳島               | 68    | 286   | 244   | 31    | 64    | 12       | 2        | 3        | 89    | 23    | 21    | 15       | 18    | 2     | 21    | -     | 1     | 59    | 6        | .262  | .321     | .365     | .686  |
| 2024        | 徳島               | 63    | 279   | 242   | 47    | 78    | 13       | 3        | 8        | 121   | 47    | 13    | 11       | 8     | 1     | 26    | -     | 2     | 33    | 2        | .322  | .391     | .500     | .891  |
| KDL：3年    | KDL：3年           | 117   | 505   | 458   | 59    | 113   | 23       | 3        | 8        | 166   | 59    | 61    | -        | 1     | 5     | 38    | -     | 3     | 50    | 16       | .247  | .306     | .362     | .668  |
| 四国IL：2年 | 四国IL：2年        | 131   | 565   | 486   | 78    | 142   | 25       | 5        | 11       | 210   | 70    | 34    | 26       | 26    | 3     | 47    | -     | 3     | 92    | 8        | .292  | .356     | .432     | .788  |

- 2024年度シーズン終了時
- 各年度の太字はリーグ最高

### 独立リーグでのタイトル
四国IL
- ベストナイン（二塁手:2023年[26]、三塁手:2024年[27]）

KDL
- 最多盗塁（2021年）[35]
- ベストナイン（遊撃手、2021年）[16]

### 背番号
- 2 （2020年）
- 6 （2021年 - 2024年）

## 関連情報

### 出演

#### テレビ番組
- 速報ドラフト会議2021 THE運命の1日（2021年10月11日、TBSテレビ）

#### MV
- MACK JACK「泥だらけドリーマー」（2021年）